# Савкино (Белебеївський район)
Са́вкино (рос. Савкино, башк. Савкин) — присілок у складі Белебеївського району Башкортостану, Росія. Входить до складу Єрмолкинської сільської ради.
Населення — 57 осіб (2010; 101 в 2002).
Національний склад:
- чуваші — 68 %
- росіяни — 27 %